# Лопухин, Владимир Иванович
Владимир Иванович Лопухин (8 июля 1703 — 29 июня 1797) —  генерал-поручик, Александровский кавалер (1762).

## Биография
Выходец из дворянского рода Лопухиных, двоюродный племянник царицы Евдокии Лопухиной. 
По всей вероятности, сын гвардейского полковника Ивана Петровича Лопухина (1679—1734), внук Петра Авраамовича «Большого» Лопухина (1636—1701), правнук стрелецкого головы Авраама Никитича Лопухина (не позднее 1616 — 1685), родного деда царицы Евдокии. 
Первоначально служил во флоте и в царствование Петра І участвовал в морской экспедиции, отправленной в 1724 года для налаживания торговли в испанский Кадис.
Перейдя затем в пехоту, Лопухин участвовал в Войне за Польское наследство (1733—1735) в составе армии под командованием Ласси, был при вступлении в Варшаву, осаде Данцига, а в 1735 году принимал участие в походе русских войск на Рейн. 
Затем Лопухин служил под началом Миниха, принимал участие в Русско-турецкой войне 1735—1739 годов (взятие Очакова, Ставучанская битва и последовавшее за ней занятие Хотина). За храбрость был произведён в подполковники.
Затем принимал участие в Русско-шведской войне 1741—1743 годов, а затем служил во вспомогательном корпусе князя В. А. Репнина, который императрица Елизавета отправила в Австрию в ходе Войны за австрийское наследство.
В 1755 году был произведён в генерал-майоры, в 1756 году был назначен обер-комендантом Киева, а с 1761 года в Санкт-Петербурге был членом Военной коллегии, в 1762 году в составе русских войск являлся свидетелем сражения при Буркерсдорфе (эпизод Семилетней войны). 
При Петре III Лопухин  и получил чин генерал-поручика, а при Екатерине II — орден Святого Александра Невского. 
В 1763 году Лопухин вышел в отставку по собственному прошению.

## Семья
Лопухин был женат на Евдокии Ильиничне Исаевой (1717—1774), дочери вице-президента Коммерц-коллегии Ильи Ивановича Исаева (1674—1741). Сын —  русский философ,  мемуарист, издатель, один из виднейших представителей русского масонства, действительный тайный советник (1807) и сенатор Иван Владимирович Лопухин (1756—1816).